# أندريا براون
أندريا براون (بالإنجليزية: Andrea Brown)‏ هي مغنية أمريكية، ولدت في 17 فبراير 1974 في بوسطن في الولايات المتحدة.